# Isola Chandler
L'isola Chandler è un'isola rocciosa della Terra di Marie Byrd, in Antartide. L'isola, che è completamente ricoperta dai ghiacci e che misura circa 4 km di lunghezza, è situata in particolare nella parte della Terra di Marie Byrd che si sovrappone alla parte nord-orientale della Dipendenza di Ross e fa parte delle isole White, di cui è la più meridionale; come le altre isole di questo arcipelago anch'essa si trova davanti alla costa di Saunders, nella parte meridionale della baia di Sulzberger, dove è quasi completamente circondata dai ghiacci della piattaforma glaciale Swinburne e dove giace poco a sud dell'isola Webber.

## Storia
Come le altre isole isole dell'arcipelago, anche l'isola Chandler fu scoperta e delineata sempre più accuratamente nel corso di tre spedizioni antartiche comandate dall'ammiraglio Richard Evelyn Byrd e svoltesi nel 1928-30, nel 1933-35 e nel 1939-41, Byrd però inizialmente non riconobbe le isole come tali, definendole invece come "basse scogliere nevose" che si alzavano dal livello della piattaforma glaciale. In seguito, l'intero arcipelago fu mappato dai cartografi dello United States Geological Survey grazie a fotografie scattate dalla marina militare statunitense (USN) durante ricognizioni aeree effettuate nel periodo 1959-65, e l'isola Chandler fu così battezzata dal comitato consultivo dei nomi antartici in onore di Alan Chandler, un ingegnere elettrico del Programma Antartico degli Stati Uniti d'America, che fu di stanza alla stazione Byrd nell'inverno del 1969.